# Alicot
Un alicot és un guisat fet amb menuts d'aus de corral i, possiblement, el cap, els peus i les puntes de les ales, tradicionalment vinculats a les regions Bearn i Llenguadoc del sud de França.